# Вжешнянски окръг
Вжешнянски окръг (на полски: Powiat wrzesiński) е окръг в Централна Полша, Великополско войводство. Заема площ от 703,57 км2. Административен център е град Вжешня.

## География
Окръгът се намира в историческия регион Великополша. Разположен е в централната част на войводството.

## Население
Населението на окръга възлиза на 76 328 души(2012 г.). Гъстотата е 108 души/км2.

## Административно деление
Административно окръгът е разделен на 5 общини.
Градско-селски общини:
- Община Вжешня
- Община Милослав
- Община Некля
- Община Пиздри

Селска община:
- Община Колачково

## Галерия
- Вжешня
- Милослав
- Некля
- Пиздри